# Gokarna Mahadev
Koordinaten: 27° 44′ 22″ N, 85° 23′ 16″ O
Der Gokarna Mahadev oder Gokarneshvara Mahadev ist einer der ältesten dem Shiva in seiner Form als Mahadev – der große Gott – gewidmeter hinduistischer Tempel nordöstlich von Kathmandu in Nepal.

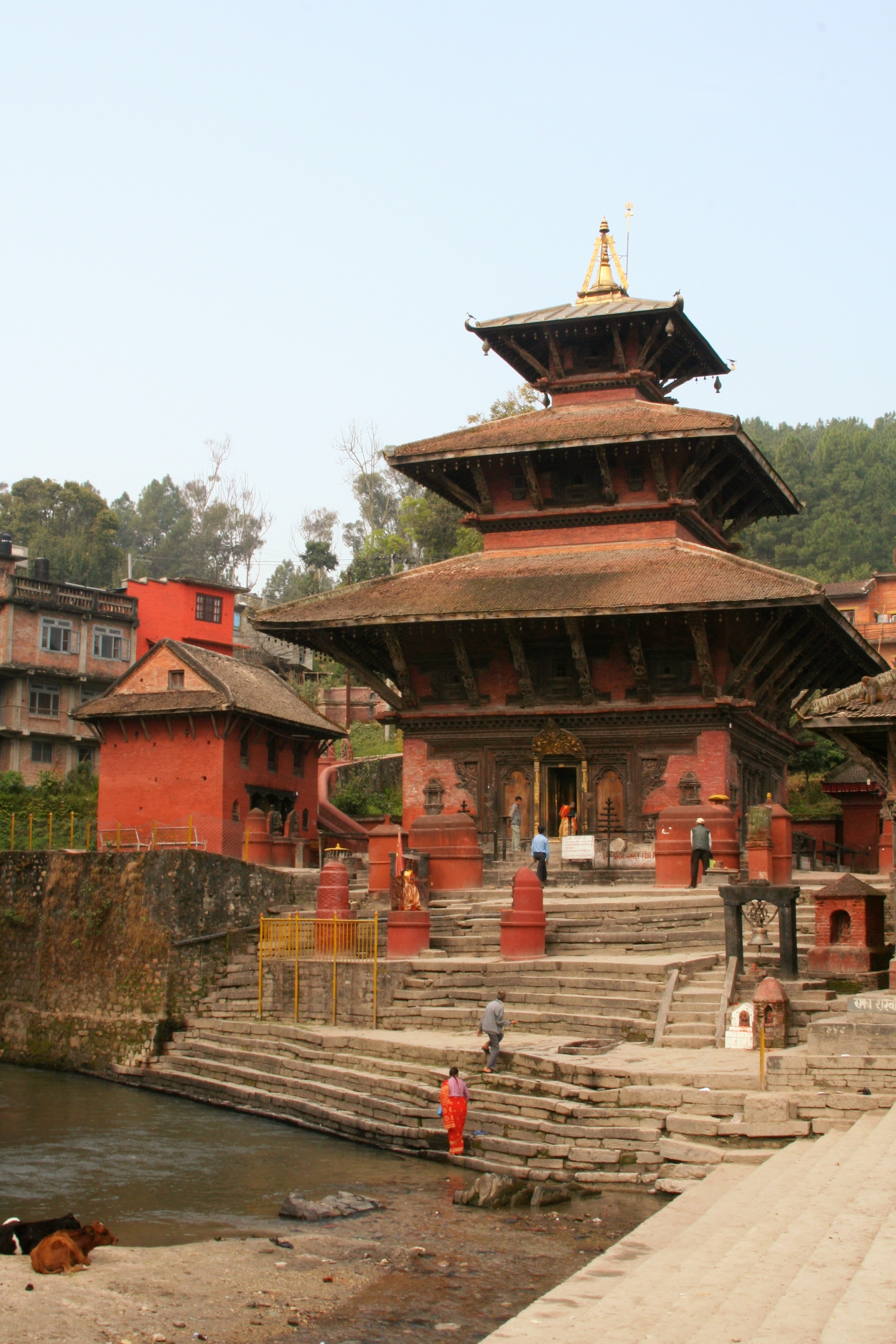
Pagode des Gokarna Mahadev und Terrassen am Bagmati

## Lage
Der Tempelkomplex des Gokarna Mahadev liegt oberhalb der Schlucht des Bagmati in der gleichnamigen Ortschaft. Die Straße vom rund 15 Kilometer südwestlich gelegenen Kathmandu nach Sundarijal führt unmittelbar am Tempel vorbei.

## Namensgebung
Der Name Gokarna Mahadev setzt sich aus den Sanskrit-Worten „Gokarna“ (kuhohrig) und „Mahadev“ (großer Gott) zusammen.  
Der Ort und somit der Tempel sind nach der heiligen Stadt Gokarna im indischen Bundesstaat Karnataka benannt.

## Geschichte
Die genaue Entstehungszeit des Tempels ist unbekannt, jedoch stammt die in einem kleinen Schrein an der Nordwest-Ecke des Tempelkomplexes aufbewahrte Statue der Parvati wahrscheinlich vom Ende der Licchavi-Zeit Mitte des 8. Jahrhunderts. 
Die erste Pagode im Tempelkomplex ist für das 14. Jahrhundert belegt, der heutige, dreistöckige Bau stammt aus dem 19. Jahrhundert und wurde seit dem Jahr 1980 mit Mitteln der UNESCO restauriert.

## Tempelkomplex
Zentrales Element der Anlage ist die im 19. Jahrhundert im Newar-Stil wiedererrichtete Pagode, welche das für Nicht-Hindus unzugängliche Kultbild – ein Lingam – beherbergt. 
Besonders bemerkenswert sind die teilweise aus der Zeit vor der Eroberung des Tals durch die Malla stammenden, die zentrale Pagode umgebenden Skulpturen hinduistischer Gottheiten. Unter anderem bemerkenswert sind eine stark verkleinerte Replik des Kultbilds von Budhanilkantha und die westlich der Pagode errichtete, mit einem Metallüberzug versehene Statue des Nandi.  
Weitere Gebäude finden sich im Komplex – neben dem bereits erwähnten Parvati-Schrein liegt nordöstlich der Pagode der im Pavillon-Stil errichtete Vishnu Paduka, in welchem der auf einer Metallplatte verewigte Fußabdruck des Vishnu verehrt wird. Der Kernbereich des Tempels, zu welchem auch die Ghats am Bagmati und einige Verbrennungsplattformen zählen, ist von einer Mauer umgeben; außerhalb dieses Kernbereichs befinden sich weitere Gebäude, wie Pilgerherbergen und ein komplett von einem Feigenbaum überwachsener Schrein.

## Feste
Die Wallfahrt zum Gokarna Mahadev erreicht ihren Höhepunkt im Rahmen der Gokarna Aunsi. Diese Neumondnacht im August oder September dient neben der Verehrung Shivas auch der der Väter, weshalb dieser Tag in Nepal als Vatertag oder Bubako mukh herne din (Nepali für „sieh deines Vaters Gesicht“) bezeichnet wird. Das Lingam in der zentralen Pagode des Tempels gilt als Symbol für eine direkte Verbindung zur Seele der an diesem Tag besonders verehrten Toten.
Der Komplex des Gokarna Mahadev wird dann von zahlreichen Anhängern Shivas besucht, welche dem Lingam Früchte, Süßigkeiten und Eier opfern, nachdem sie im heiligen Fluss Bagmati ihre rituellen Waschungen vollzogen haben. Speziell für diesen Anlass aus Reis- oder Gerstenmehl angefertigte, kugelförmige Süßigkeiten – Pinda genannt – werden dem heiligen Fluss übergeben oder an heilige Kühe verfüttert.

## Galerie

Gokarna Mahadev Tempel
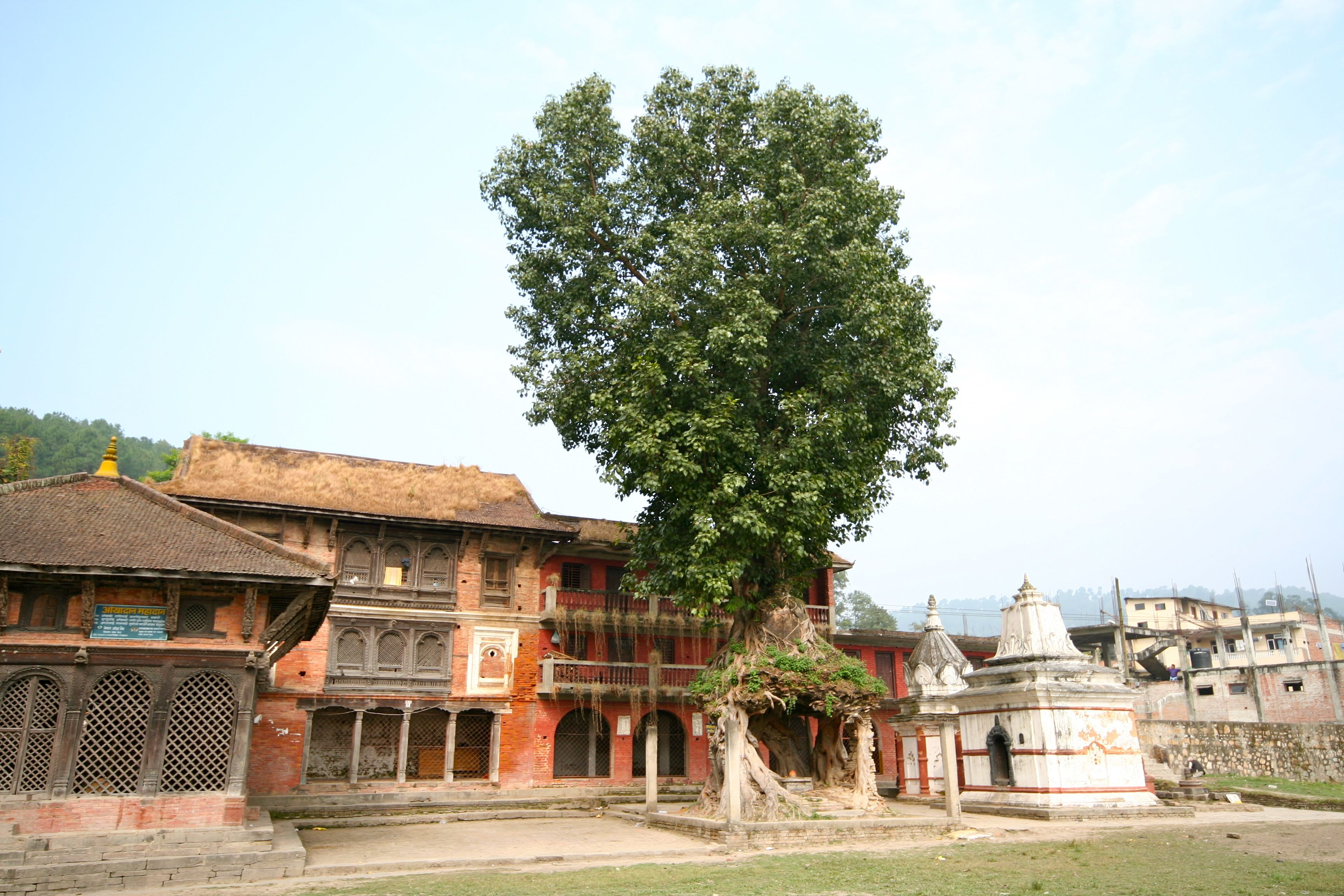
Vishnu Paduka, Pilgerherbergen und von Feigenbaum überwachsener Schrein
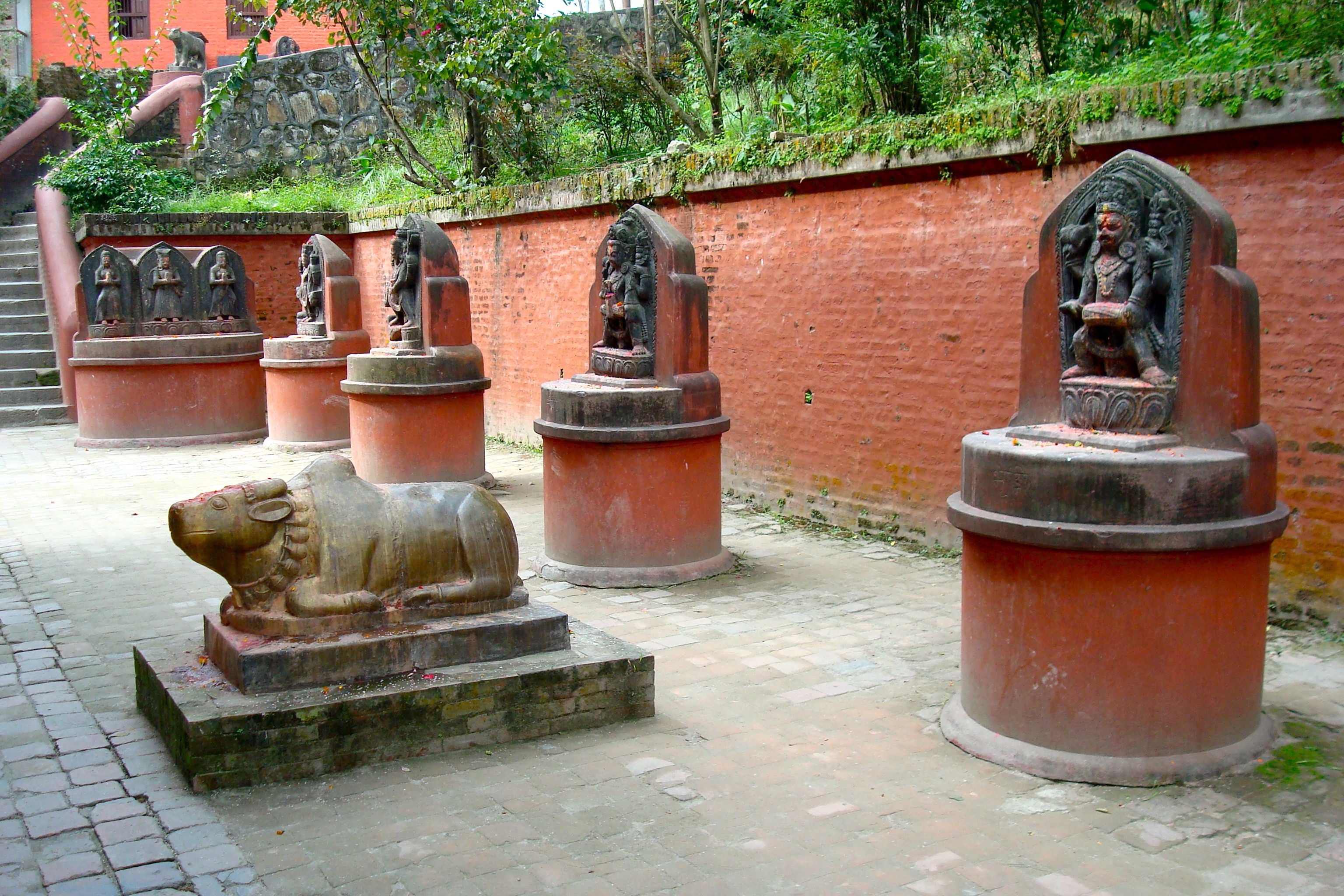
Statuen des Nandi (im Vordergrund), des Pande und seiner zwei Frauen, des Vishnu, des bärtigen Brahma, des Brindi Bhairab und des Nandi Bhairab (entlang der Mauer von links nach rechts)
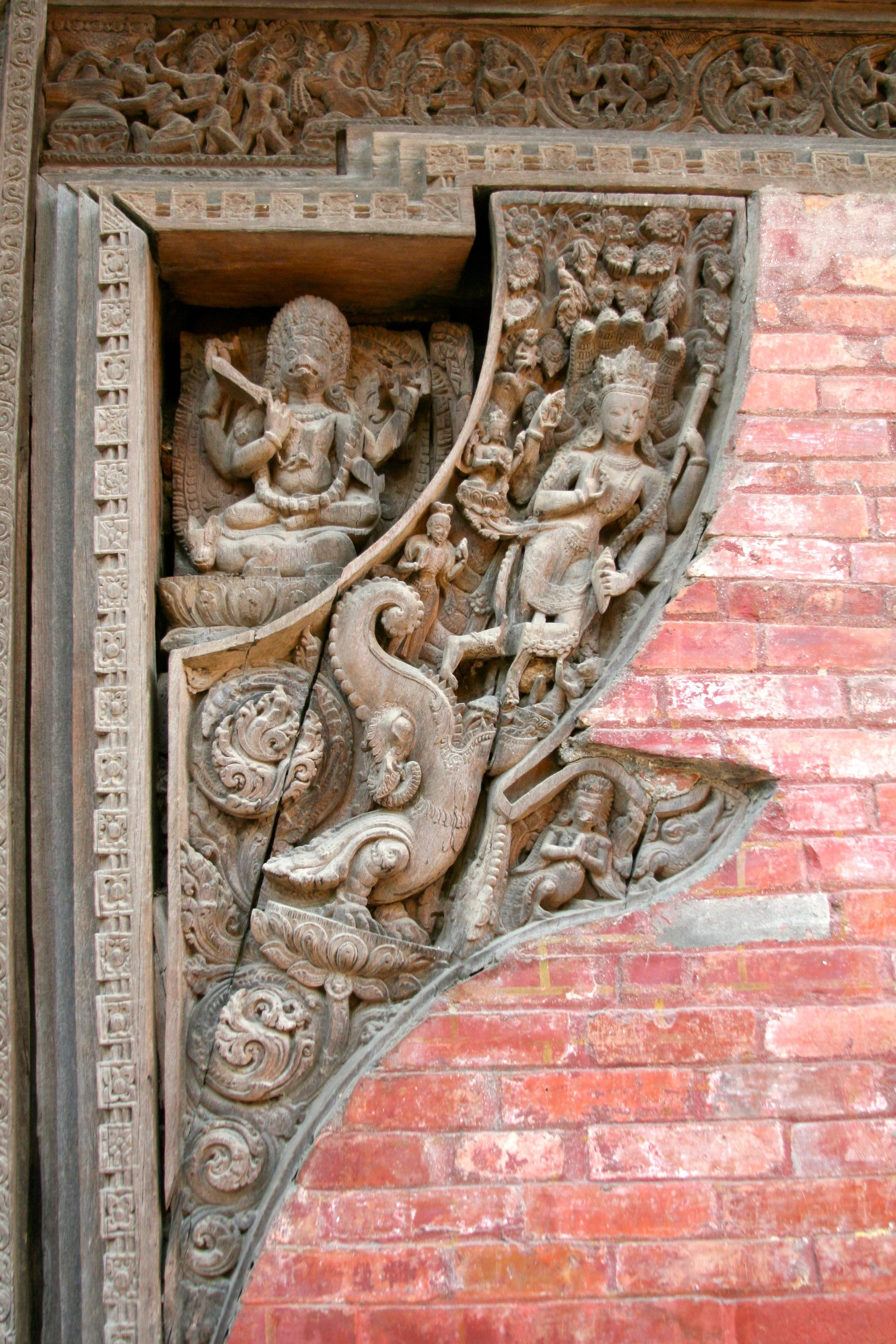
Schnitzereien an der Westseite der Pagode